# Cam Johnson
Cameron Isaac Johnson, detto Cam (Washington, 24 maggio 1990), è un giocatore di football americano statunitense che gioca nel ruolo di linebacker per gli Cleveland Browns della National Football League (NFL). Fu scelto nel corso del settimo giro (237º assoluto) del Draft NFL 2012 dai San Francisco 49ers. Al college ha giocato a football all'Università della Virginia.

## Carriera professionistica

### San Francisco 49ers
Il 28 aprile 2012, Johnson fu scelto nel corso del settimo giro del Draft 2012 dai San Francisco 49ers. Nella sua stagione da rookie disputò 2 partite, senza far registrare alcuna statistica.

### Indianapolis Colts
Il 2 settembre 2013, Johnson fu scambiato con gli Indianapolis Colts per una scelta del draft del settimo giro. La sua prima stagione con la nuova maglia terminò con 5 tackle in 12 presenze, nessuna delle quali come titolare.

## Palmarès
- National Football Conference Championship: 1

San Francisco 49ers: 2012

## Statistiche
| Partite totali      | 28   |
| Partite da titolare | 9    |
| Tackle              | 40   |
| Sack                | 3,00 |
| Intercetti          | 0    |
| Fumble forzati      | 2    |

Statistiche aggiornate alla stagione 2016